# General Carleton

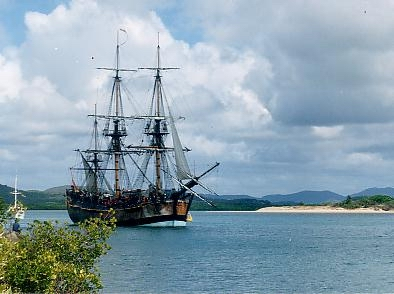
Orientacyjny wygląd statku „General Carleton” – replika HM Bark „Endeavour” – „bliźniaczy” statek „General Carleton” w Cooktown, 2003

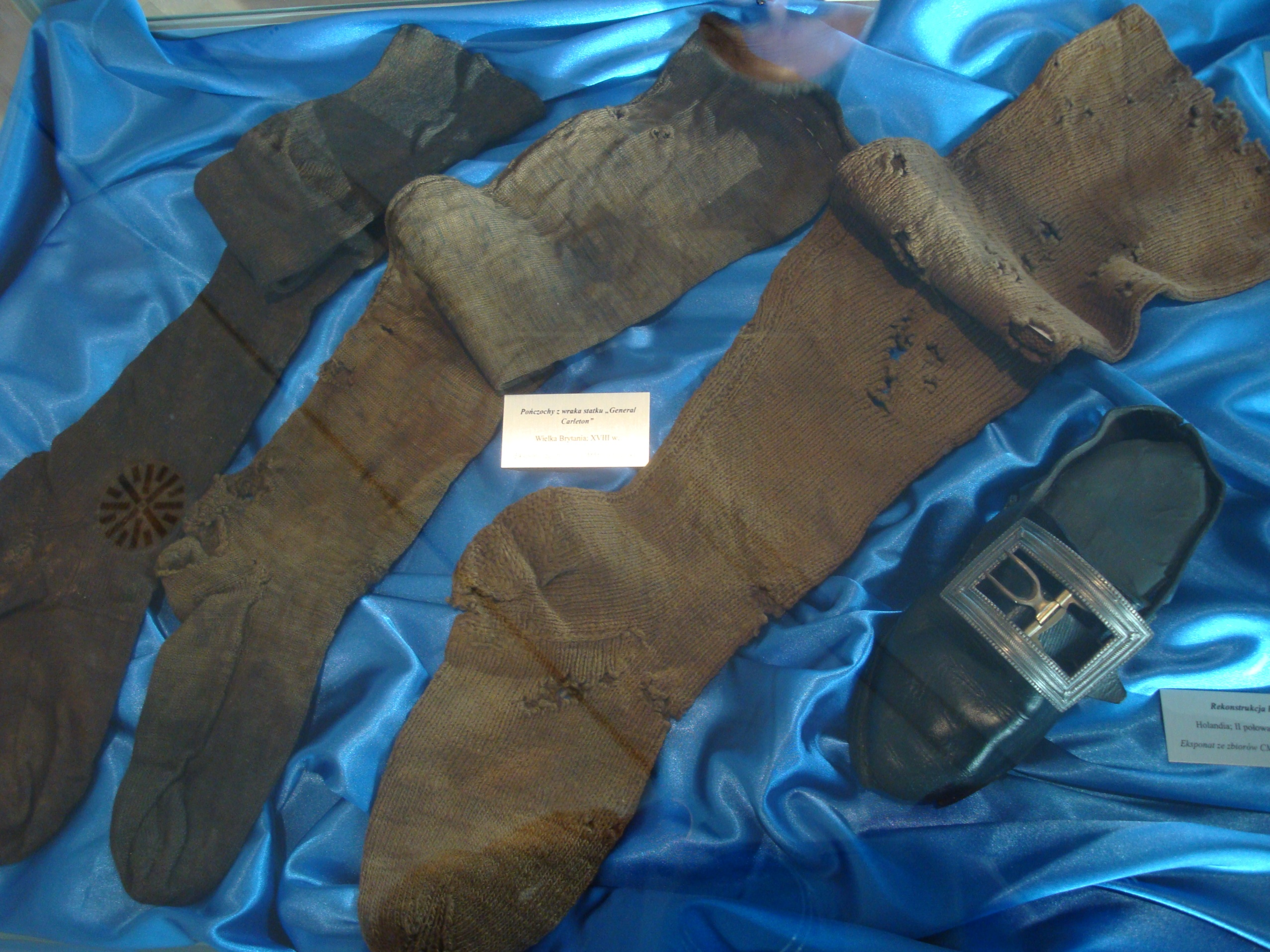
Przedmioty wydobyte z wraku

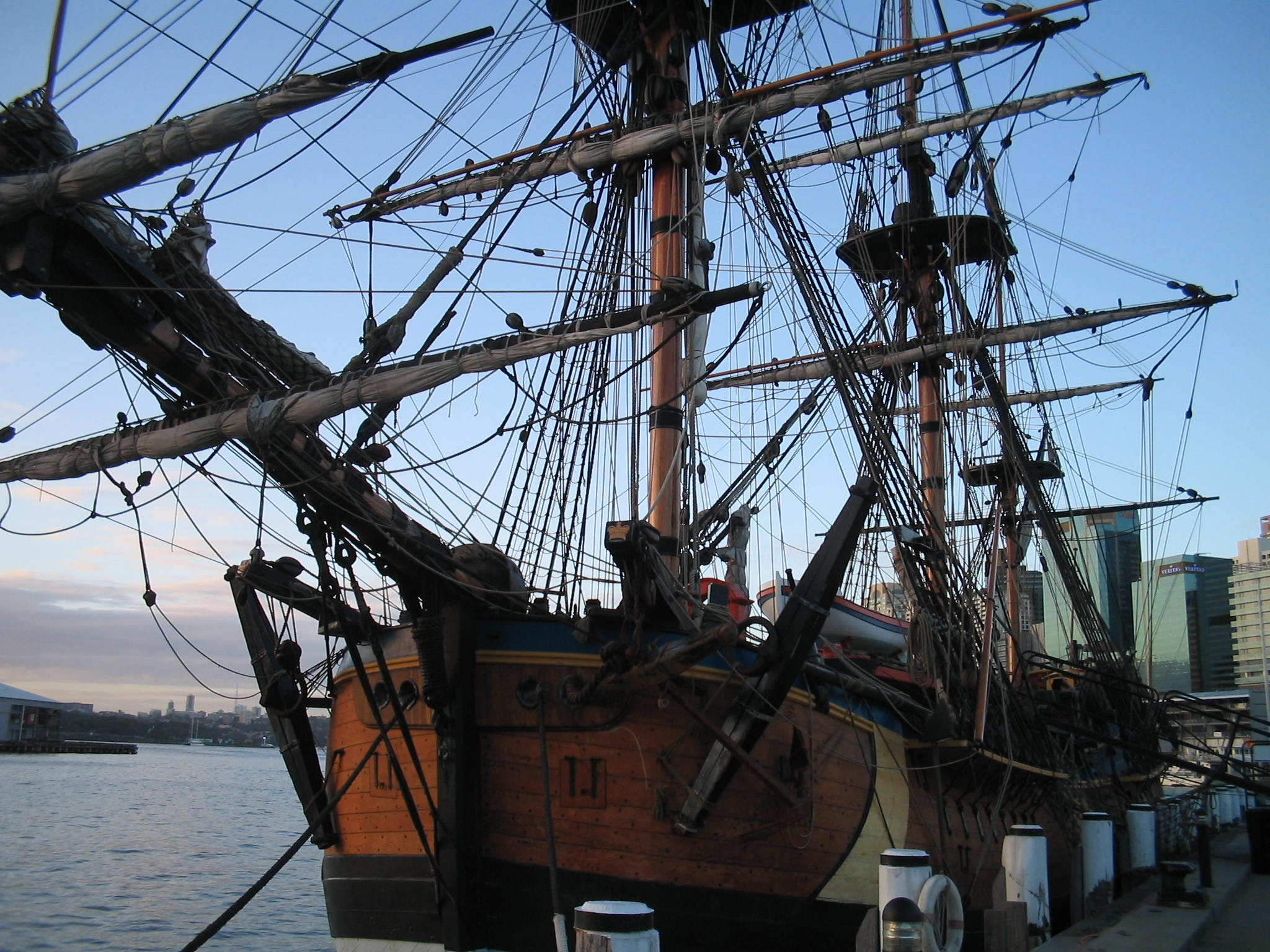
Replika HM Bark „Endeavour” w Sydney od dziobu, „bliźniaczy” statek „General Carleton”, widok takielunku, 2005

General Carleton – brytyjski statek towarowy – węglowiec, bark o wysokiej dzielności morskiej, zwodowany w 1777 w Whitby. Zatonął w silnym sztormie 27 września 1785 roku w pobliżu ujścia Piaśnicy, niedaleko miejscowości Dębki, w rejsie ze Sztokholmu, oznaczony jako „Wrak W-32”. Kapitan William Hustler (1753–1785) oraz 17 członków załogi poniosło śmierć w katastrofie.

## Budowa i historia
Statek zbudowany w stoczni Thomasa Fishburna w Whitby, tej samej, co HM Bark „Endeavour” (posiadał identyczne wymiary, takielunek i konstrukcję), na którym James Cook odbył pierwszą wyprawę (1768–1771). Nazwany na cześć generała Guya Carletona (1724–1808), służącego w armii angielskiej w Ameryce Północnej w wojnie o niepodległość Stanów Zjednoczonych po stronie brytyjskiej, m.in. pełniącego funkcję gubernatora Quebec.
„General Carleton” 12 marca 1777 wyszedł w swój pierwszy rejs do Rygi; w latach 1777–1785 kursował między portami brytyjskimi a bałtyckimi – głównie Rygą. Od 1782 jako pomocnicza jednostka logistyczna Royal Navy w wojnie o niepodległość Stanów Zjednoczonych, co m.in. chroniło marynarzy „General Carletona” przed poborem do Royal Navy.

## Zatonięcie
Statek załadował w Sztokholmie 30 lipca 1785 ok. 590 ton żelaza dla odbiorcy w Londynie. Według zapisów w Muzeum w Whitby zaginął 27 września 1785 na Bałtyku. Przyczyną katastrofy „Generala Carletona”, stojącego na kotwicy w pobliżu brzegu przy ujściu Piaśnicy była nagła zmiana pogody i nadejście gwałtownego, bardzo silnego sztormu o sile huraganu, co spowodowało wyrwanie i wleczenie kotwicy lub kotwic (świadczy o tym prostopadła do brzegu pozycja wraku i odnalezionej kotwicy) i przesunięcie ładunku żelaza.

## Opowieść rybaka –legenda o zatopionym żaglowcu
Wśród rybaków w Dębkach popularna była legenda o zatopionym przed laty żaglowcu. ...Według relacji nestora rybaków z Dębek Jana Felknera: „...Trzydzieści lat temu zerwały nam się sieci, jak żeśmy je stawiali. Woda klarowna była i zobaczyliśmy jakieś wraki na dnie. Później sąsiad, August Gren, opowiedział mi taka historię: Płynął z Sankt Petersburga angielski drewniany statek. Zerwał się wiatr północno-zachodni, urwało mu ster i zdryfował ku brzegowi. Zakotwiczono statek i załoga zeszła na brzeg. Za Piaśnicą – to jest rzeczka, która w Dębkach płynie – mieszkał niejaki Ketelhut. On to ugościł załogę, dał posiłek i wina przyniósł, wódki albo whisky, jak to się po angielsku mówi. I tam sobie ubaw zrobili. Podczas tej zabawy dziadek gospodarza podsłuchał, jak po tej wódce powiedzieli, że na tym statku jakieś bogactwo jest. Popłynął więc Ketelhut do niego swoją łajbą rybacką, wszedł po drabinie i to, co mu w oczach błyszczało, zabierał. Wpłynął do Piaśnicy i dotarł do kanału Biała Góra, gdzie w zagajnikach to dobro błyszczące schował. A że było mu mało, popłynął raz jeszcze, zanim marynarze potrzeźwieli i na statek wrócili. Te kosztowności, które sobie wziął, zakopał. Na drugi dzień zerwał się sztorm i rozbił łajbę, która z całą załogą poszła na dno. Ketelhut sprzedał gospodarstwo i z tym bogactwem, które sobie złowił, wyjechał, ale po paru latach wrócił żeby to ostatnie złoto, które zakopał, odnaleźć. Ale tam były ruchome wydmy. Piaskiem przesypywało z miejsca na miejsce i przez te dwadzieścia lat teren zmienił wygląd. Nic nie znalazł”.....

## Odkrycie wraku
Wrak statku odkryty przez Michała Woźniewskiego (1989) dzięki relacjom o zaczepianiu sieci rybackich w miejscu spoczynku wraku i legendzie o zatopionym żaglowcu, na przybliżonej pozycji 54°50′15″N 18°03′43″E/54,837500 18,061944, według WGS84, badany systematycznie w latach 1995–1998 przez Narodowe Muzeum Morskie w Gdańsku. Wydobyte zabytki, m.in. dzwon okrętowy z napisem „General Carleton of Whitby 1777” umożliwiły natychmiastową identyfikację statku. Ogółem wydobyto przeszło 700 zabytków z XVIII w., m.in. elementów wyposażenia okrętowego, przedmiotów codziennego użytku, przyrządów nawigacyjnych, kolekcję roboczej marynarskiej odzieży angielskiej, monet, kolekcja klamerek do obuwia, broni itp.

## Lista załogi
Lista załogi w ostatnim rejsie (według Lloyd’s Register of Shipping zginęło łącznie 18 osób z załogi, 3 ocalały):
William Hustler – kapitan

John Swan – pierwszy oficer – prawdopodobnie ocalał

John Pearson – cieśla okrętowy

James Woolf – kucharz okrętowy

George Oswell – marynarz – wyokrętowany 22 czerwca 1785 w Londynie

Henry Bailes – marynarz

William Clark – marynarz

Thomas Wooland – marynarz

Benjamin Moore – marynarz

Thomas Simpson – marynarz

William Bailies – marynarz

Lancelot Malson – marynarz

Nicholas Theaker – marynarz

George Taylor – marynarz

John Purvis – marynarz

Andrew Gibson – marynarz

Andrew Noble – marynarz

Thomas Edes – marynarz

John Johnson – chłopiec okrętowy

Rich Trueman – chłopiec okrętowy

John Noble – chłopiec okrętowy

Richard Neal – chłopiec okrętowy

James Hart – chłopiec okrętowy

John Thompson – chłopiec okrętowy

John Frazer – chłopiec okrętowy